# Другов, Виктор Леонидович
Ви́ктор Леони́дович Дру́гов (12 мая 1986, Барнаул, РСФСР, СССР) — российский хоккеист, крайний нападающий.

## Биография
Родился в Барнауле в семье работника моторного завода и школьной учительницы. В четыре года начал заниматься хоккеем, инициатором выступил отец. В Барнауле Другов занимался у тренеров Сергея Грабельникова и Сергея Столярова. В 12 лет переехал в соседний Омск, где в то время были лучшие условия для подготовки. В «Авангарде-86», тренером которого был Виктор Степанец, занимался два года, по истечении которых перебрался в Тольятти, где его постепенно начали подпускать к выступлениям за фарм-клуб «Лады». Первый матч в профессиональном хоккее провёл за «Ладу-2» в Первой лиге в сезоне 2001/2002, в возрасте 15-ти лет. В «Ладе-2» выступал до 18-ти лет, когда его в качестве службы в армии перевели в самарский ЦСК ВВС, за который он играл последующие два года.
Летом 2006 г. прошёл предсезонные сборы с командой ХК МВД, однако в основной состав пробиться не смог. Другова заметили в челябинском «Тракторе», где он провёл сезон в Суперлиге.
17 июня 2013 года на драфте расширения Другов был выбран руководством новообразованного хоккейного клуба «Адмирал» из Владивостока.
В межсезонье 2014 года Другов перешёл в нижегородское «Торпедо».
В апреле 2014 года женился на москвичке Валентине Самойленко. У пары растет дочь Стефания, которая родилась 8 сентября 2014 года.
Летом 2015 года перешёл в новокузнецкий клуб КХЛ «Металлург».

## Статистика
| Легенда | Легенда                    | Легенда | Легенда                   | Легенда | Легенда    |
| ------- | -------------------------- | ------- | ------------------------- | ------- | ---------- |
| И       | Количество проведённых игр | Штр     | Штрафное время            | +/−     | Плюс-минус |
| Г       | Голы                       | П       | Голевые передачи          | О       | Очки       |
| -       | Статистика неизвестна      | —       | Статистика не учитывалась |         |            |